# Vasileios Skourīs
Vasileios Skourīs (in greco Βασίλειος Σκουρής?; Salonicco, 6 marzo 1948) è un docente, giudice e politico greco, presidente della Corte di giustizia europea dal 7 ottobre 2003 al 6 ottobre 2015.

## Biografia
Laureato in Giurisprudenza presso la Libera Università di Berlino, ha conseguito un dottorato in diritto costituzionale e amministrativo presso l'università di Amburgo. Ha insegnato diritto pubblico presso l'università di Amburgo e anche all'università di Salonicco. È stato Ministro dell'interno in Grecia nel 1989 e nel 1996 e, successivamente, è stato nominato giudice della Corte di giustizia europea nel 1999. Il 7 ottobre 2003 i giudici della Corte lo eleggono Presidente, incarico riconfermato il 10 ottobre 2012.